# Hong Kong Senior Challenge Shield 2022/23
Der Hong Kong Senior Challenge Shield 2022/23 war die 119. Austragung eines K.-o.-Fußballwettbewerbs in Hongkong. Teilnehmer waren die zehn Mannschaften der ersten Liga, der Hong Kong Premier League. Das Turnier begann am 11. September 2022 und endete mit dem Finale im Hong Kong Stadium am 22. Januar 2023. Titelverteidiger war Eastern AA.

## Termine
| Runde         | Datum                                 |
| ------------- | ------------------------------------- |
| 1. Runde      | 11. September 2022 12. September 2022 |
| Viertelfinale | 22. Oktober 2022 23. Oktober 2022     |
| Halbfinale    | 25. Dezember 2022 26. Dezember 2022   |
| Finale        | 22. Januar 2023                       |

## Erste Runde
|                                       | Ergebnis |                      |
| ------------------------------------- | -------- | -------------------- |
| 11. September 2022 (Mong Kok Stadium) |          |                      |
| Tai Po FC                             | 1:2      | Hong Kong Rangers FC |
| 12. September 2022 (Mong Kok Stadium) |          |                      |
| Hongkong FC                           | 0:5      | Kitchee SC           |

## Viertelfinale
|                                                | Ergebnis  |                      |
| ---------------------------------------------- | --------- | -------------------- |
| 22. Oktober 2022 (Mong Kok Stadium)            |           |                      |
| Southern District FC                           | 1:4 n. V. | Kitchee SC           |
| 22. Oktober 2022 (Tseung Kwan O Sports Ground) |           |                      |
| Lee Man FC                                     | 5:0       | Sham Shui Po SA      |
| 23. Oktober 2022 (Tai Po Sports Ground)        |           |                      |
| Resources Capital FC                           | 1:3       | Eastern AA           |
| 23. Oktober 2022 (Tseung Kwan O Sports Ground) |           |                      |
| Hongkong U23 FT                                | 0:2       | Hong Kong Rangers FC |

## Halbfinale
|                                      | Ergebnis |            |
| ------------------------------------ | -------- | ---------- |
| 25. Dezember 2022 (Mong Kok Stadium) |          |            |
| Kitchee SC                           | 4:0      | Lee Man FC |
| 26. Dezember 2022 (Mong Kok Stadium) |          |            |
| Hong Kong Rangers FC                 | 0:1      | Eastern AA |

## Finale
|                                     | Ergebnis        |            |
| ----------------------------------- | --------------- | ---------- |
| 22. Januar 2023 (Hong Kong Stadium) |                 |            |
| Eastern AA                          | 1:1 (2:4 i. E.) | Kitchee SC |

## Torschützenliste
| Platz | Spieler          | Mannschaft           | Tore |
| ----- | ---------------- | -------------------- | ---- |
| 1.    | Dejan Damjanović | Kitchee SC           | 4    |
| 2.    | Ruslan Mingazow  | Kitchee SC           | 3    |
| 2.    | Mikael           | Kitchee SC           | 3    |
| 2.    | Víctor Bertomeu  | Eastern AA           | 3    |
| 5.    | Juninho          | Hong Kong Rangers FC | 2    |
| 5.    | Manuel Gavilán   | Lee Man FC           | 2    |
| 5.    | Everton Camargo  | Lee Man FC           | 2    |
| 5.    | Cleiton          | Kitchee SC           | 2    |